# Gänsberget (naturreservat)
Gänsberget är ett naturreservat sydväst om bebyggelsen med detta namn i Ludvika kommun i Dalarnas län.
Området är naturskyddat sedan 2017 och är 52 hektar stort. Reservatet består av granskog och flera kärr.